# Pandanus eydouxia
Espèce
Pandanus eydouxia est une espèce de plantes à fleurs de la famille des Pandanaceae endémique de l'Île Maurice.

## Description

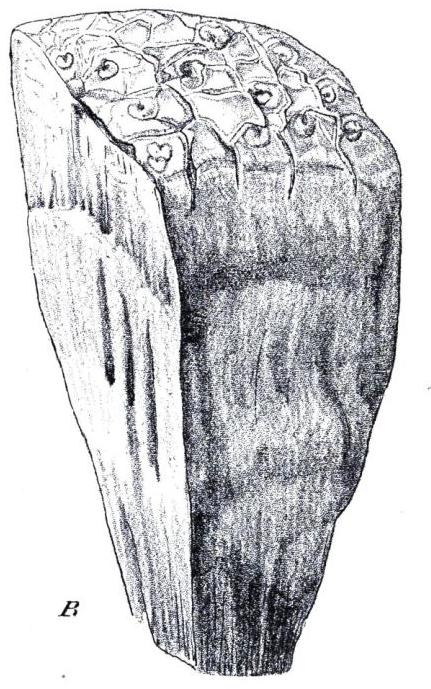
Illustration de 1900 d'une partie d'une drupe d'un capitule de Pandanus eydouxia.

Pandanus eydouxia est un grand arbre de 10-12 m à branches larges, formant une large canopée bombée. Son tronc, large de 20 à 25 cm, est gris et craquelé, tandis que les jeunes tiges portent des cicatrices foliaires brunes. Les tiges sont tapissées de nombreux petits boutons pointus. Les feuilles sont longues, retombantes, vert glauque à vert-jaune, avec une base plus brunâtre. Leurs bords sont bordés de minuscules épines blanches, peu marquées, qui peuvent virer au jaune ou au brun avec l'âge. La nervure médiane est également épineuse, mais pas près de la base.
Cette espèce se distingue facilement par son très grand capitule arrondi de 20–25 cm, dressé sur un court pédoncule densément couvert de bractées protectrices. Chaque capitule contient 15 à 25 drupes}, aplaties et couvertes de stigmates, mais de formes variables.
La moitié ou le tiers de la drupe, située à l'intérieur du capitule, devient orange ou rouge à maturité. Chaque drupe contient un grand nombre (plus de cinquante) de carpelles,,.

## Répartition et habitat
C'est une espèce endémique de l'île Maurice,., probablement l'espèce endémique la plus commune encore présente sur cette île, notamment dans les hautes terres humides. On en trouve encore de grandes touffes au bord des rivières et dans les fourrés.

## Systématique
Le nom correct complet (avec auteur) de ce taxon est Pandanus eydouxia Balf.f..
Pandanus eydouxia a pour synonymes :
- Eydouxia delessertii Gaudich.
- Eydouxia macrocarpa Gaudich.
- Pandanus delessertii Warb.

### Étymologie
Le nom de genre Pandanus vient du latin Pandanus ou du malais Pandang qui veut dire « « regarder », soit parce que c'est une plante spectaculaire avec sa forme étonnante, soit parce que, pour la même raison, on peut la reconnaître de loin.